# Marion Cotillard
Marion Cotillard (* 30. září 1975 Paříž) je francouzská herečka, držitelka mnoha ocenění za ztvárnění postavy Édith Piaf ve stejnojmenném filmu.

## Životopis
Narodila se v Paříži v herecké rodině – její matka je herečka Niseema Theillaudová a otec herec, režisér a pedagog Jean-Claude Cotillard. Je vdaná, manželem je režisér Guillaumem Canetem, 19. května 2011 se jim narodil syn Marcel. Má také dva mladší bratry, dvojčata Quentina a Guillauma. Quentin Cotillard se stal sochařem a malířem, jenž se usadil v San Francisku, Guillaume Cotillard pokračuje v rodinné tradici a stal se scenáristou a režisérem.

## Umělecká kariéra
Prvním významným filmem ve kterém vystupovala byl roku 1996 Nádherná Zelená režisérky Coline Serreau. Ve známost vešla rolí ve filmu Gérarda Pirèse Taxi z roku 1998. Světovou proslulost jí zajistila hlavní role Édith Piaf ve stejnojmenném česko-francouzsko-britském filmu Oliviera Dahana, za který obdržela roku 2008 řadu ocenění, mimo jiné cenu BAFTA, Césara, Oscara i Českého lva za nejlepší ženskou roli. Stala se první a jedinou osobou, který vyhrála Oscara v kategorii nejlepší herečka za roli ve francouzském filmu.
V roce 2009 si zahrála po boku Johnnyho Deppa ve snímku Veřejní nepřátelé. O rok později obdržela nominaci na cenu Zlatý glóbus za roli ve filmovém muzikálu Nine. V roce 2012 získala obdiv kritiků za hlavní roli ve snímku Na dřeň, za který získala například ocenění Globe de Cristal, Étoile d'Or Award, cenu Sant Jordi, cenu IFTA a cenu pro nejlepší herečku na Havajském mezinárodním filmovém festivalu a byla nominována na Zlatý glóbus, cenu BAFTA, Screen Actors Guild Award, Critics' Choice Award, AACTA Award, Lumiere Award a na cenu César.
Od roku 2008 se začala objevovat v reklamních kampaních firmy Dior, na kabelky řady Lady Dior. Objevila se na více než 200 obálkách časopisů celého světa, mezi nimi byly například Vogue, Elle, Marie Claire, Variety, Harper's Bazaar, Vanity Fair, Madame Figaro, Glamour, W, The Hollywood Reporter a Wall Street Journal Magazine. Její tvář také doprovázela titulní stranu magazínu Dior v září 2012.
Její filmy celosvětově vydělaly na pokladnách kin přes 3 miliardy amerických dolarů. V roce 2014 byla nazvána „nejvýdělečnější francouzskou herečkou 21. století“.

## Filmografie
| Rok  | Název                                             | Role                        | Poznámky                 |
| ---- | ------------------------------------------------- | --------------------------- | ------------------------ |
| 1993 | Intériorité                                       | Víla                        | Krátký film              |
| 1994 | L'Histoire du garçon qui voulait qu'on l'embrasse | Mathilde                    |                          |
| 1995 | Snuff Movie                                       |                             | Krátký film              |
| 1996 | Insalata Mista                                    | Juliette                    | Krátký film              |
| 1996 | Učená pře aneb Můj pohlavní život                 | Studentka                   |                          |
| 1996 | Chloé                                             | Chloé                       |                          |
| 1996 | Krásná Zelená                                     | Zdravotní sestra            |                          |
| 1996 | La Mouette                                        | Laurence                    | Krátký film              |
| 1997 | Affaire classée                                   | Nathalie                    | Krátký film              |
| 1997 | La sentence                                       |                             | Krátký film              |
| 1998 | Taxi                                              | Lilly Bertineau             |                          |
| 1998 | Interdit de vieillir                              | Abigail Dougnac             |                          |
| 1998 | La surface de réparation                          | Stella                      | Krátký film              |
| 1999 | La Guerre dans le Haut Pays                       | Julie Bonzon                |                          |
| 1999 | Furia                                             | Élia                        |                          |
| 1999 | L'appel de la cave                                | Rachel                      | Krátký film              |
| 1999 | Du bleu jusqu'en Amérique                         | Solange                     |                          |
| 2000 | Taxi, Taxi                                        | Lilly Bertineau             |                          |
| 2000 | Quelques jours de trop                            |                             | Krátký film              |
| 2000 | Le marquis                                        |                             | Krátký film              |
| 2001 | Lisa                                              | Mladá Lisa                  |                          |
| 2001 | Une femme piégée                                  | Florence Lacaze             |                          |
| 2001 | Les Jolies choses                                 | Marie/Lucie                 |                          |
| 2001 | Heureuse                                          | La virtuelle de 35 kg       | Krátký film              |
| 2001 | Boomer                                            | Mme Boomer                  | Krátký film              |
| 2002 | Soukromé záležitosti                              | Clarisse Entoven            |                          |
| 2003 | Taxi 3                                            | Lilly Bertineau             |                          |
| 2003 | Vadí nevadí                                       | Sophie Kowalsky             |                          |
| 2003 | Velká ryba                                        | Joséphine Bloom             |                          |
| 2004 | Nevinnost                                         | Slečna Eva                  |                          |
| 2004 | Příliš dlouhé zásnuby                             | Tina Lombardi le rat        |                          |
| 2005 | Kavalkáda                                         | Alizée                      |                          |
| 2005 | Můj život ve vzduchu                              | Alice                       |                          |
| 2005 | Marie                                             | Gretchen Mol                |                          |
| 2005 | Vyčerpání                                         | Lisa                        |                          |
| 2005 | Černá skříňka                                     | Isabelle Kruger/Alice       |                          |
| 2005 | Modlitba za mrtvé                                 | Céline/Zpěvačka ze snu      |                          |
| 2006 | Ty a já                                           | Léna                        |                          |
| 2006 | Dikkenek                                          | Nadine                      |                          |
| 2006 | Fair Play                                         | Nicole                      |                          |
| 2006 | Dobrý ročník                                      | Fanny Chenal                |                          |
| 2006 | Happy Feet                                        | Gloria (hlas)               | Dabing francouzské verze |
| 2007 | Edith Piaf                                        | Édith Piaf                  |                          |
| 2008 | Lady Noire Affair                                 | Lady Noire                  | Krátký film              |
| 2009 | Veřejní nepřátelé                                 | Billie Frechette            |                          |
| 2009 | Le dernier vol                                    | Marie Vallières de Beaumont |                          |
| 2009 | Nine                                              | Luisa Contini               |                          |
| 2009 | OceanWorld 3D                                     | Vypravěčka                  | Dokumentární             |
| 2010 | Lady Rouge                                        | Lady Rouge                  | Krátký film              |
| 2010 | Forehead Tittaes                                  | Marion Cotillard            | Krátký film              |
| 2010 | Lady Blue Shanghai                                | Lady Blue                   | Krátký film              |
| 2010 | Počátek                                           | Mallorie "Mal" Cobb         |                          |
| 2010 | Milosrdné lži                                     | Marie                       |                          |
| 2011 | Lady Grey London                                  | Lady Grey                   | Krátký film              |
| 2011 | Půlnoc v Paříži                                   | Adriana                     |                          |
| 2011 | Nákaza                                            | Dr. Leonora Orantes         |                          |
| 2011 | L.A.dy Dior                                       | Margaux                     | Krátký film              |
| 2012 | Na dřeň                                           | Stéphanie                   | '                        |
| 2012 | Temný rytíř povstal                               | Miranda Tate/Talia al Ghul  |                          |
| 2013 | The Immigrant                                     | Ewa Cybulski                |                          |
| 2013 | Pokrevní pouto                                    | Monica                      |                          |
| 2013 | Zprávař 2 – Legenda pokračuje                     | moderátorka zpráv CBC News  | Cameo                    |
| 2014 | Terre des Ours                                    | Vypravěčka                  | Dokumentární             |
| 2014 | Dva dny, jedna noc                                | Sandra                      |                          |
| 2014 | Unity                                             | Vypravěčka                  | Dokumentární             |
| 2015 | Avril a podivuhodný svět                          | Avril (hlas)                |                          |
| 2015 | Malý princ                                        | Růže (hlas)                 |                          |
| 2015 | Macbeth                                           | Lady Macbeth                |                          |
| 2016 | Spojenci                                          | Marianne Beauséjour         |                          |
| 2016 | Je to jen konec světa                             | Catherine                   |                          |
| 2016 | Kameny bolesti                                    | Gabrielle                   |                          |
| 2016 | Assassin's Creed                                  | Dr. Sofia Rikkin            |                          |
| 2017 | Ismaelovy přízraky                                | Carlotta                    |                          |
| 2017 | Rock'n Roll                                       | Marion Cotillard            |                          |
| 2019 | Milosrdné lži 2                                   | Marie                       |                          |
| 2020 | Dolittle                                          | Tutu (hlas)                 |                          |
| 2021 | Annette                                           | Ann Defrasnoux              |                          |
| 2022 | Bratr a sestra                                    | Alice                       |                          |
| 2023 | Asterix a Obelix: Říše středu                     | Kleopatra                   |                          |
| 2023 | Lee: Fotografka v první linii                     | Solange d'Ayen              |                          |

### Divadlo
- 1997: Y'a des Nounours Dans les Placards, režie Laurent Cotillard, v Théâtre Contemporain de la Danse v Paříži.
- 2005: Jeanne d'Arc au bûcher, režie Jean-Pierre Loisil, v Orléans.
- 2012: Jeanne d'Arc au bûcher, režie Marc Soustrot, v Barceloně

### Videoklipy
- 1990: "Petite fille" – Les Wampas
- 2004: "Givin'Up" – Richard Archer a Tommy Hools
- 2004: "No Reason To Cry Out Your Eyes" – Hawksley Workman
- 2009: "Beds Are Burning" – TckTckTck – Time for Climate Justice
- 2010: "More Than Meets The Eyes" – Yodelice
- 2010: "Breathe In" – Yodelice
- 2010: "Take It All" – muzikál Nine
- 2010: "The Eyes of Mars" – Franz Ferdinand
- 2012: "Lily's Body" – Lady Dior Web Documentary
- 2013: "The Next Day" – David Bowie

### Dabing
Dabovala několik filmů ve Francii, například Happy Feet. Také nadabovala do francouzštiny všechny své role v anglicky mluvících filmech:
- 2003: Velká ryba
- 2005: Marie
- 2006: Happy Feet
- 2006: Dobrý ročník
- 2009: Veřejní nepřátelé
- 2009: Nine
- 2010: Počátek
- 2011: Půlnoc v Paříži
- 2011: Nákaza
- 2012: Temný rytíř povstal
- 2013: The Immigrant
- 2013: Pokrevní pouto

## Ocenění
- 2004 Příliš dlouhé zásnuby
  - César
- 2007 Edith Piaf – La Vie En Rose
  - Oscar
  - BAFTA
  - Cena bostonských filmových kritiků
  - César
  - Český lev
  - Zlatý glóbus
  - Cena kansaských filmových kritiků
  - Cena losangeleských filmových kritiků